# Territorio de Arkansas
El Territorio de Arkansas, organizado inicialmente como el Territorio de Arkansaw, fue un territorio histórico organizado de los Estados Unidos que existió entre el 4 de julio de 1819 y el 15 de junio de 1836, cuando la parte oriental del territorio fue admitido en la Unión como el Estado de Arkansas.

## Historia
El Territorio de Arkansas fue creado a partir de la parte del Territorio de Misuri que se extendía al sur de un punto en el río Misisipi a 36° de latitud norte en dirección oeste hasta el río Saint Francis, a continuación, seguía el curso del río a 36°  30' latitud norte, luego hacia el oeste al límite territorial. Incluía todo el actual Estado de Oklahoma al sur del paralelo 36° 30' norte. La parte más occidental del territorio fue segregada el 15 de noviembre de 1824, y una segunda parte también occidental se retiró el 6 de mayo de 1828, reduciendo el territorio hasta tener la extensión actual del Estado de Arkansas.
Originalmente la frontera occidental de Misuri tenía la intención de ir hacia el sur hasta el río Rojo. Durante las negociaciones con los choctaw en 1820, Andrew Jackson, sin saberlo, cedió más del territorio de Arkansas. Luego, en 1824, después de nuevas negociaciones, los choctaw acordaron desplazarse más hacia el oeste, pero solo «cien pasos» de la guarnición en Belle Point. Esto dio lugar a la curva en la frontera común en Fort Smith, Arkansas.
Hasta que Oklahoma recibió la condición de Estado, Fort Smith sirvió como la sede de autoridad legal ostensible para supervisar el Territorio de Oklahoma. El ejército supervisó temas relacionados con las naciones indias. La ley civil y criminal fue tratada por el tribunal administrado por el juez Isaac Parker, quien llegó a ahorcar a 61 personas.
Arkansas Post fue la primera capital territorial (1819-1821) y Little Rock fue la segunda (1821-1836).